# Edward Villella
Edward Villella (Bayside, Queens, New York, 1º ottobre 1936) è un ballerino e coreografo statunitense.
È spesso citato come il più famoso ballerino di balletto americano del suo tempo. Villella è stato inserito nella Florida Artists Hall of Fame nel 2007.

## Educazione
Villella si iscrisse alla School of American Ballet all'età di dieci anni, e poi alla High School of Performing Arts, ma poi interruppe gli studi per completare la sua istruzione universitaria. Ha frequentato l'Accademia marittima di New York, dove imparò il baseball e diventò un pugile da campionato. Si laureò in scienze marittime nel 1957 e ritornò alla School of American Ballet.

## Carriera

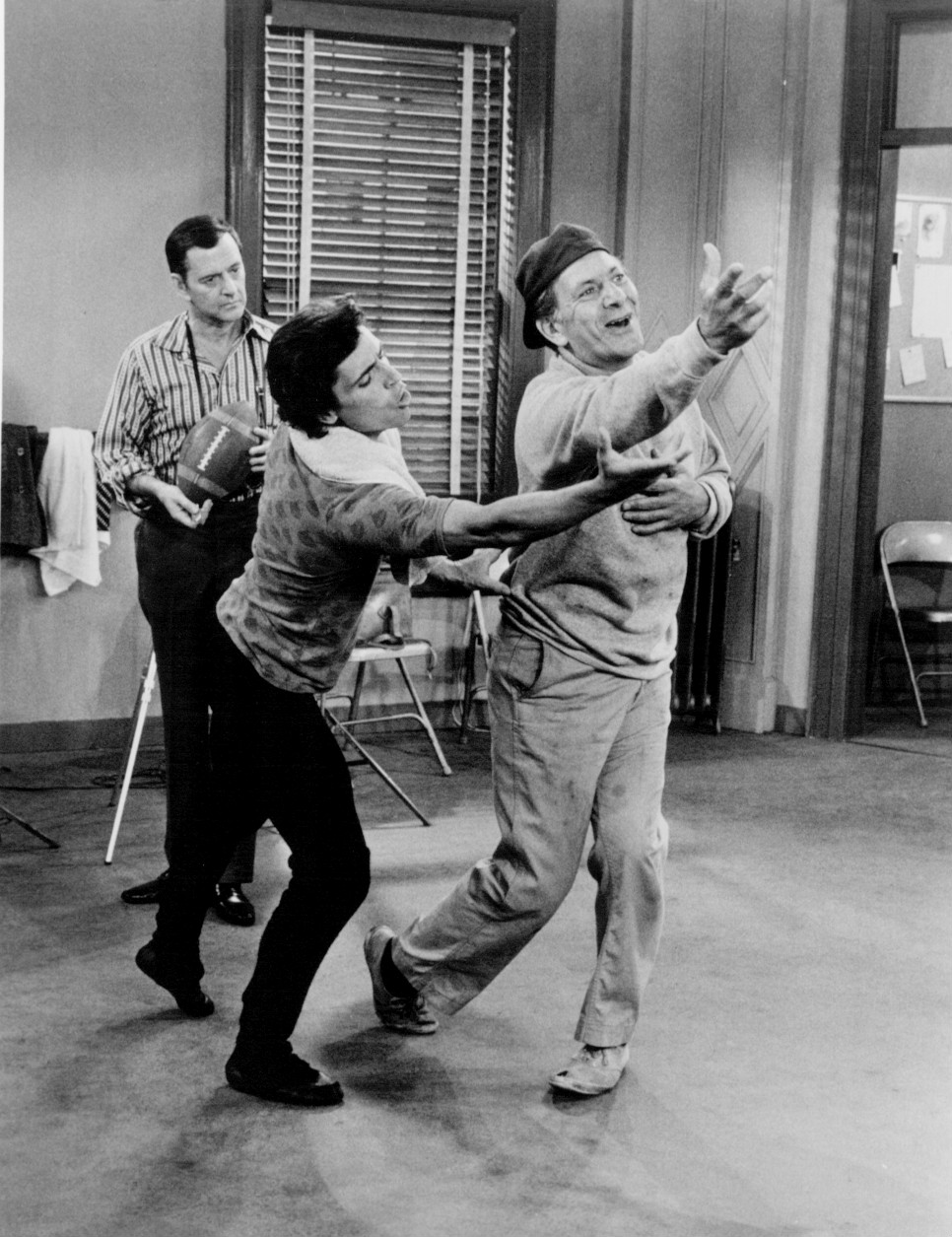
Jack Klugman, Tony Randall e Edward Villella nella serie televisiva The Odd Couple

Villella divenne membro del New York City Ballet nel 1957, diventando solista nel 1958 e ballerino principale nel 1960. Tra le sue esibizioni maggiormente degne di nota c'erano Oberon nel balletto di George Balanchine A Midsummer Night's Dream (con musiche di Felix Mendelssohn), Tarantella, Rubies nel balletto di Balanchine Jewels e The Prodigal Son.
Villella è stato il primo ballerino americano a comparire con il Balletto Reale Danese, e l'unico americano a cui sia mai stato richiesto di ballare un bis al Teatro Bol'šoj di Mosca. Ha ballato all'inaugurazione per il presidente John F. Kennedy e si è esibito per i presidenti Johnson, Nixon e Ford.
Ha vinto un Emmy Award nel 1975 per la sua produzione televisiva CBS di Harlequinade. Ha ballato in due versioni televisive di Lo schiaccianoci (in diversi ruoli), in una versione di balletto di A Midsummer Night's Dream, e in una produzione televisiva del 1966 di Brigadoon, in cui recitava il tragico pretendente Harry Beaton. Durante gli anni '60 lui e la sua compagna di ballo Patricia McBride, che recitavano insieme in una versione televisiva del 1965 de Lo schiaccianoci, apparivano spesso al The Ed Sullivan Show.
Nel 1973, Villella apparve come se stesso in un episodio di The Odd Couple intitolato "Last Tango in Newark" durante il quale disse (con grande sgomento di Felix) che avrebbe sempre voluto essere un giocatore di football professionista e che aveva scelto il balletto per incontrare le ragazze; apparve anche suo figlio, Roddy. Nel 1983 Villella ha recitato nella soap opera Sentieri.

## Amministratore
Dopo il ritiro come esecutore, Villella è stato coordinatore artistico del balletto Eglevsky dal 1979 al 1984 e direttore del Ballet Oklahoma (ora Oklahoma City Ballet) dal 1983 al 1985. È stato anche consigliere artistico del New Jersey Ballet dal 1972 e attualmente è artista speciale alla New Jersey School of Ballet. È stato nominato direttore artistico fondatore del Miami City Ballet nel 1985 e ha ricoperto quel ruolo fino al 2012.

## Premi
Nel 1997, Villella è stato nominato destinatario del Kennedy Center Honors e ha ricevuto la National Medal of Arts dal presidente Bill Clinton. Nel 2000 è stato anche nominato artista residente Dorothy F. Schmidt presso la Florida Atlantic University. Nel 2009 è stato inserito nel National Museum of Dance's Mr. & Mrs. Cornelius Vanderbilt Whitney Hall of Fame.

## Vita privata
Villella e sua moglie Linda Carbonetto, ex pattinatrice olimpica, hanno due figlie di nome Lauren e Crista. Villella ha anche un figlio, Roddy; sua madre è la prima moglie di Villella, l'ex ballerina newyorkese Janet Greschler.